# 대분기

1500년부터 1950년까지 동서양 생활 수준의 격차를 비교한 그래프

대분기(大分岐, 영어: Great Divergence) 또는 유럽의 기적(European miracle)이란 경제사 연구에서 근대에 동서양의 생활 수준 격차가 벌어지게 된 분기점을 지칭하는 용어이다. 근대에 서구는 산업 혁명을 거치며 자본집약적 생산경로로 나아간 반면, 동양은 노동집약적 생산경로에 머물러 동서양의 경제 성장 격차가 커지게 된다. 대분기 논쟁은 동서양의 발전사를 추적하여 언제부터 서양이 동양보다 잘 살게 되었으며, 왜 산업 혁명은 서양에서 발생했는지 규명하고자 한다. 대분기 문제는 경제 성장과 관련하여 거시경제학의 주요 연구분야 중 하나이다.
대분기 논쟁에서는 크게 세 가지 시각이 대립한다. 전통적인 유럽중심주의 시각은 16세기 이후로 서양 전반이 동양보다 생활 수준의 우위에 있었다고 파악하며, 산업 혁명은 서양의 내생적 경제 발전 수준이 더 높았기에 서양에서 발생했다고 주장한다. 근대화 이론이나 사회진화론 등은 대표적인 서구 중심 이론으로서, 서구의 자본집약적 발전 전략을 모든 국가가 따라야 할 표준적인 성장 전략으로 모델화하고 근대화란 곧 서구화로 근대 이후 경제사는 서구의 발전 경로가 동양에 확산되는 과정에 불과하다고 평한다.
반면 수정주의 시각은 아편 전쟁 이전 은의 흐름 등을 연구하여 18세기까지 동양은 서양보다 생활 수준이 더 위였거나 최소한 비등했다고 파악하며, 산업 혁명은 내생적 경제 발전 수준이 아니라 석탄의 위치, 아메리카 대륙으로의 접근성 등 경제 외의 외생적 요인 때문에 우연히 서양에서 발생했다고 주장한다. 안드레 군더 프랑크(Andre Gunder Frank), 케네스 포메란츠(Kenneth Pomeranz) 등 캘리포니아 학파의 연구가 대표적이며, 이들은 서구의 자본집약적 발전 전략이 유일한 발전 전략이 아니며, 동양의 노동집약적 발전 전략 역시 환경 압력에 대한 하나의 대응임을 지적한다.
재수정주의 시각은 유럽중심주의에 대한 수정주의의 반론을 수용하여 18세기까지 동서양의 생활 수준이 비슷했음을 인정하지만, 영국이나 네덜란드 등 북서유럽의 일부 국가는 예외적으로 16세기부터 다른 국가들보다 생활 수준의 우위에 있었다고 파악하여 산업 혁명이 영국적 현상이라는 전통적 결론을 고수한다. 로버트 앨런의 연구가 대표적이며, 전통적 연구의 제도적, 문화적 방법 대신 경제적 방법론을 적용하여 생활 수준을 평가한다.

## 같이 보기
- 식민제국
- 유럽중심주의
- 대량생산